# Вазашен
Вазаше́н (арм. Վազաշեն) — село на востоке Тавушской области Армении.
Главой сельской общины является Лорик Бадирян.

## Язык
Население Вазашена, как и большей части Тавушской области говорит на переделанном под иджеванский, арцахском диалекте армянского языка. В связи с тем, что основным населением Тавуша являются выходца из Арцаха в XVIII века. Этот диалект характеризуется перестановкой ударения с последнего слога на предпоследний.

## Экономика
Иджеванский винный завод производит вино под названием «Вазашен». Это связано с тем, что урожая винограда здесь всегда бывает много (что видно даже по названию села — «Ваз» (Վազ) и «Шен» (Շեն), то есть Виноградное поселение).
В 1,5-4,0 км к юго-востоку от села находится Вазашенское золото-полиметаллическое месторождение, открытое в 1910 году.

## Достопримечательности
Самой яркой достопримечательностью села является монастырь Онута Ванк XVIII века.